# Banu 'Amir
I Banū ʿĀmir ibn Ṣaʿṣaʿa, o Banū ʿĀmir (in arabo بنو عامر بن صعصعة‎?) sono stati una grande e antica confederazione tribale araba originaria dell'Arabia centrale e del sud-ovest, che dominò il Najd per secoli dopo la comparsa dell'Islam.
La tribù vanta la sua discendenza adnanita attraverso i Banu Hawazin e il suo originario luogo d'insediamento furono i territori di confine tra il Najd e l'Hijaz, nelle prossimità di Bisha.  I Banū ʿĀmir furono impegnati da una lunga guerra contro i Quraysh prima dell'affermazione dell'Islam e, forse proprio per questo, la tribù sottoscrisse tardivamente un'alleanza con Maometto e i suoi immediati successori.  I Banū ʿĀmir presero parte alla Guerra della ridda dopo la morte del Profeta dell'Islam, alleandosi con i cosiddetti "apostati contro i musulmani.  Durante questo periodo, la tribù espresse un certo numero di apprezzati poeti, il più famoso dei quali fu Labid ibn Rabi'a, uno autore delle celebrate Muʿallaqāt.  Altri poeti furono Amir ibn al-Tufayl, un importante Sayyid (capo tribù); al-Ra'i al-Numayri, un antagonista di Jarīr; e la poetessa Layla al-Akhyaliyya.  I protagonisti della saga romantica di Layla e Majnun, Qays e Laylā, provenivano anch'essi dalla tribù dei Banū ʿĀmir.
Le principali tribù che costituivano la confederazione erano:
- Banu Kilab - una tribù beduina che viveva nel Najd occidentale e che guidò la confederazione dei Banū ʿĀmir prima dell'Islam.  Come altre tribù amiridi, erano alleati col movimento arabo orientale dei Carmati, per poi dominare dopo la sconfitta carmata l'Arabia centrale.  In seguito la tribù emigrò a nord, nella Siria, instaurandoci un dominio di breve durata con la dinastia dei Mirdasidi.  La tribù sembra essersi dissolta e fusa con la popolazione locale in epoca mamelucca.
- Banu Numayr - una tribù in gran parte beduina che visse lungo i confini occidentali dell'al-Yamama e che sostenne la dinastia omayyade.  Abbandonarono i loro territori in favore di quelli mesopotamici lungo le sponde dell'Eufrate dopo una campagna condotta contro di loro in Yamama dalle forze abbasidi nel IX secolo.
- Banū Kaʿb - tale branca era la più grande dei Banū ʿĀmir e fu divisa in quattro sotto-tribù: Banu 'Uqayl, Banu Ja'da, Banu Qushayr e Banu al-Harish.  Tutte erano native dell'al-Yamama, particolarmente delle sue zone meridionali, e includevano sia beduini (allevatori), sia sedentari (agricoltori). Delle quattro, la sotto-tribù dei Banū ʿUqayl era di gran lunga la più numerosa e la più potente.  Dopo aver abbandonato le loro sedi tradizionali per quelle dell'Iraq settentrionali in tarda epoca abbaside, i beduini dei Banū ʿUqayl insediarono una dinastia ʿuqaylide a Mosul (V secolo del calendario islamico).  Successivamente, alcune sezioni della tribù tornarono in Arabia, insediandosi nella provincia del Bahrain, dove dettero vita alla dinastia degli Usfuridi e dei Jabridi.  Diversi gruppi tribali in Iraq appartengono ai Banu 'Uqayl: tra cui i Khafaja, gli Ubada e gli al-Muntafiq.  Altre sezioni dei Kaʿb lasciarono la Yamama e il Najd in epoca più tarda e s'insediarono lungo le sponde del Golfo Persico.  Sono oggi conosciute come Banū Kaʿb e in gran parte vivono nella regione iraniana di Ahvaz.
- Banu Hilal - probabilmente la più famosa tribù amiride, era legata alla dinastia fatimide d'Egitto. nell'XI secolo. Lasciò le sue sedi dell'Alto Egitto per l'Ifriqiya, con la disposizione di percorrerne rovinosamente in armi i territori, per punire gli antichi vassalli dei Fatimidi che s'erano progressivamente resi indipendenti dal Cairo. Sono oggetto di una celebre saga che ne canta in modo romanzato le gesta e che è conosciuta come "ciclo hilaliano".

Nel 1535, il signore dei Banū ʿĀmir, Ibn Radwān, collaborò con la Spagna per attaccare la città algerina di Tlemcen. Il progetto era quello di sostituire il suo governante, il Sultano Muḥammad, col fratello più giovane di Ibn Radwān, ʿAbd Allāh. Furono però contrastati dai Banū Rāshid, fedeli al Sultano Muḥammad e le forze spagnole si trovarono assediate nella fortezza di Tibda e sterminate, fatta eccezione per 70 uomini, fatti prigionieri.
Oltre alle tribù ʿuqaylidi of Iraq, le moderne tribù dei Subay' e dei Suhul in Najd, e alcune branche dei Banu Khalid si dicono discendenti dei Banū ʿĀmir.

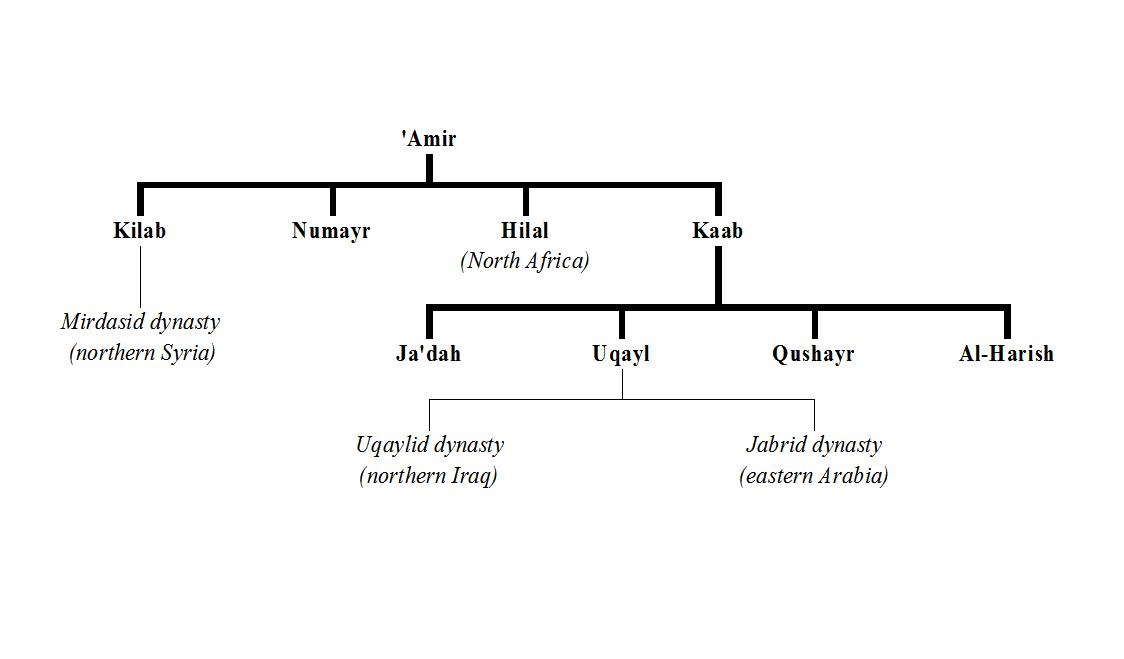
Schema genealogico delle tribù dei Banū ʿĀmir ibn Ṣaʿṣaʿa.